# Marc-Antoine-Nicolas de Croismare
Marc Antoine Nicolas de Croismare, marquis de Lasson, né en 1694 et mort le 3 août 1772 en la paroisse Saint-Roch de Paris, est un dilettante français passé à la postérité surtout pour avoir inspiré la Religieuse à Diderot. Galiani le fait également intervenir dans ses Dialogues sur le commerce des blés sous le nom de  Roquemaure.

## Biographie
Il appartenait à une famille noble de Normandie. Avantageusement établi à la cour, c'était le fils de François Nicolas, seigneur des Botoirs et de la Plesse, et d'Élisabeth de Croismare, héritière de la branche des seigneurs de La Pinelière et de Lasson. Il descendait de Nicolas de Croixmare.  
Le marquis avait servi dans sa jeunesse, comme capitaine dans le régiment du Roi infanterie, où son frère Louis-Eugène avait longtemps été lieutenant-colonel. « Ne se sentant pas l’ambition de parvenir aux grades supérieurs, il quitta le service, après avoir obtenu la croix de Saint-Louis. » 
Il s’était attiré le surnom de « Philosophe » « pour avoir renoncé de bonne heure aux vues d’ambition ». Ce dilettante joignait « au caractère le plus solide, au commerce le plus sûr, à une façon de penser pleine de délicatesse et d’élévation », « une imagination vive et riante, un tour d’esprit piquant, assaisonné de tous les agréments ». Sa conversation se distinguait par « son sel, sa finesse, sa délicatesse et sa gaieté ».
D'abord de la plus haute dévotion, il devint esprit fort, puis indifférent mais toujours également aimable. Croismare tomba amoureux d’une fille de condition de son pays, mais protestante, Suzanne Davy de la Pailleterie, fille d’Anne-Pierre Davy, marquis de la Pailleterie, mort le 11 août 1725, âgé de 76 ans. Sa ferveur pour la religion catholique était telle qu’il fit de Suzanne de La Pailleterie sa prosélyte. Elle se convertit le 30 octobre 1734 à Cagny. Après son mariage, le 3 août 1735, elle lui donna deux fils et une fille. L’ayant perdue de bonne heure, « il pensa en mourir de chagrin ».
Après la mort de sa femme, il quitta sa terre de Lasson, près de Caen, et vint à Paris rejoindre Fontenelle, Mairan, Mirabaud, d’Alembert, Diderot.  
Croismare « aimait la poésie, la musique, les arts, la lecture, et par-dessus tout l’amitié, la liberté et l’indépendance ». 
« Il peignait très joliment dans sa jeunesse, et il reste de lui des tableaux qui se font remarquer par une touche spirituelle et piquante ».
En 1759, ses affaires le rappelèrent dans sa terre pour quelques mois. Il y retrouva sa dévotion chez son curé, qu’il aimait beaucoup, et, au lieu de revenir à Paris, il resta près de huit ans enfermé dans ses terres. C’est à cette occasion que Diderot et ses amis machinèrent une mystification, inspirée de l’histoire réelle d’une religieuse, Marguerite Delamarre, en l'imaginant échappée du couvent et s’adressant au marquis pour solliciter son aide. Cette supercherie visant à faire revenir le marquis à Paris échoua. Le marquis persista à offrir asile à la soi-disant religieuse chez lui. Toutefois cela donna lieu à un roman. 
C’est encore lui que l’abbé de Galiani peignit sous le nom de marquis de Roquemaure dans ses Dialogues sur le commerce des grains comme il se mit en scène sous les traits du chevalier Zanobi. « Ceux qui ont trouvé le marquis bête, dans ces dialogues, n’ont pas fait preuve de goût et de discernement. La bêtise du marquis de Roquemaure dans ces dialogues est du même type que celle d’Alcibiade avec Socrate dans les dialogues de Platon ».
Lorsque Croismare retourna enfin à Paris en 1767, il n’avait perdu aucun des agréments, de la gaieté, de l’enjouement et des grâces qu'on lui connaissait. Il avait conservé « toute la fraîcheur de son esprit, jusqu’au dernier moment ». Diderot comparait la plaisanterie du Marquis à la flamme de l’esprit-de-vin : « Elle se promène sur ma toison, disait-il, et la parcourt sans jamais la brûler ».

## Sources
- Maurice Tourneux (éd.) (Notices, notes, table générale par Maurice Tourneux), Correspondance, littéraire, philosophique et critique par Grimm, Diderot, Raynal, Meister, etc. : revue sur les textes originaux, comprenant outre ce qui a été publié à diverses époques les fragments supprimés en 1813 par la censure, les parties inédites conservées à la Bibliothèque ducale de Gotha et à l’Arsenal à Paris, t. 10, Paris, Garnier Frères, 1879, 523 p., 22,5 cm (OCLC 491299915, lire en ligne), p. 46-50.